# Frabosa Soprana
Frabosa Soprana é uma comuna italiana da região do Piemonte, província de Cuneo, com cerca de 875 habitantes. Estende-se por uma área de 48 km², tendo uma densidade populacional de 18 hab/km². Faz fronteira com Frabosa Sottana, Magliano Alpi, Monastero di Vasco, Montaldo di Mondovì, Ormea, Roburent.

## Demografia
| Variação demográfica do município entre 1861 e 2011                               |
|                                                                                   |
| Fonte: Istituto Nazionale di Statistica (ISTAT) - Elaboração gráfica da Wikipedia |